# Laurel Lee
Pour les articles homonymes, voir  Lee.
Laurel Frances Lee, née Moore le 26 mars 1974,, est une avocate et femme politique américaine qui représente le 15e district de Floride à la Chambre des représentants des États-Unis depuis 2023. Membre du Parti républicain, elle est juge du treizième circuit judiciaire de Floride de 2013 à 2019 et la 30e secrétaire d'État de Floride de 2019 à 2022.

## Carrière juridique
Lee commence sa carrière juridique en tant qu'avocate pour le cabinet Carlton Fields en 2003 avant de devenir défenseure public adjoint en 2005. Lee est également procureure adjointe des États-Unis pour le district intermédiaire de Floride de 2007 jusqu'à sa nomination par le gouverneur de l'époque, Rick Scott, à un poste de juge à la Cour de circuit du comté de Hillsborough en 2013,. Elle est sans opposition pour l'élection pour un mandat complet de six ans en 2014.

## Secrétaire d'État de Floride
Lee est nommée secrétaire d'État de Floride par le gouverneur Ron DeSantis le 28 janvier 2019, en remplacement de Mike Ertel, qui démissionne après moins d'un mois lorsqu'une photo de 2005 de lui faisant un blackface dans le cadre d'un costume d'Halloween en tant que victime de l'ouragan Katrina fait surface,.
En octobre 2020, quelques semaines avant les élections, Lee cherche à purger les criminels des listes électorales s'ils ont des dettes judiciaires impayées. Politico qualifie cette décision de « décision surprise, tardive, qui intervient après que plus de 2 millions de personnes ont déjà voté sur le champ de bataille présidentiel ». La décision de Lee n'est pas diffusée auprès du grand public, mais uniquement auprès des responsables des élections locales.
En décembre 2021, Lee dépose une plainte pénale auprès de la procureure générale de Floride, Ashley Moody, pour demander une enquête sur les signatures potentiellement frauduleuses collectées par Las Vegas Sands dans le cadre d'une pétition visant à obtenir un amendement constitutionnel sur le bulletin de vote des élections de novembre 2022 qui élargirait les jeux de casino.
Le 12 mai 2022, Lee annonce qu'elle démissionne avec effet quatre jours plus tard, sept mois avant les élections de 2022. Elle ne donne aucune raison à sa démission. Le 17, elle annonce sa candidature à la Chambre des représentants des États-Unis pour le 15e district de Floride lors des élections de 2022.

## Chambre des représentants des États-Unis

### Missions des comités
Pour le 118e Congrès :
- Comité de la sécurité intérieure
  - Sous-comité sur la cybersécurité et la protection des infrastructures
  - Sous-commission des transports et de la sécurité maritime
- Comité de l'administration de la Chambre
  - Sous-commission des élections (président)
- Commission judiciaire
  - Sous-commission sur les tribunaux, la propriété intellectuelle et Internet
  - Sous-comité sur la criminalité et la surveillance du gouvernement fédéral
  - Sous-comité sur la réactivité et la responsabilité en matière de surveillance

## Vie privée
Lee est mariée à Tom Lee, un ancien membre du Sénat de Floride. Ils ont trois enfants et vivent à Brandon, Floride. Lee est protestante.